# Brime de Sog
Brime de Sog település Spanyolországban,  Zamora tartományban.  Lakosainak száma 116 fő (2024).

## Népesség
A település népessége az utóbbi években az alábbiak szerint változott:
| Lakosok száma | 246  | 215  | 207  | 187  | 178  | 165  | 144  | 130  | 124  | 116  |
|               | 2001 | 2004 | 2007 | 2009 | 2012 | 2014 | 2017 | 2019 | 2022 | 2024 |